# Bích Sơn, Trùng Khánh
Bích Sơn (chữ Hán giản thể:璧山区, Hán Việt: Bích Sơn khu) là một quận thuộc thành phố trực thuộc trung ương Trùng Khánh, Cộng hòa Nhân dân Trung Hoa. Quận này có diện tích 912 km2, dân số năm 2010 là 586.000 người. Mã số bưu chính: 500227. Về mặt hành chính, quận này được chia ra thành 5 nhai đạo biện sự xứ (Bích Thành, Bích Tuyền, Thanh Giang, Lai Phượng, Đinh Gia, Đại Lộ) và 9 trấn (Bát Đường, Thất Đường, Hà Biên, Phúc Lộc, Đại Hưng, Chính Hưng, Quảng Phổ, Tam Hợp, Kiện Long).